# Llengües àlgiques
Les llengües àlgiques (també algonquí-wiyot-yurok o algonquí-ritwan) són una família lingüística de llengües ameríndies, una de les més importants per extensió territorial, que s'aplega al voltant de la costa occidental dels EUA i part de les planures. És parlada pels anomenats pobles algonquins.

## Història
Històricament la família de llengües álgiques es compon d'un gran grup de llengües algonquines parlades principalment en l'Est i Centre d'Amèrica del Nord, més dos petits enclavaments a Califòrnia que són el wiyot i el yurok (actualment la primera d'aquestes llengües està extinta).
El terme "algic" fou usat per primer cop per Henry Rowe Schoolcraft en els seus Algic Researches, publicats en 1839. Schoolcraft va definir el terme com a "derivat de les paraules Alleghany i Atlàntic, en referència a la raça dels indis situats antigament en aquesta àrea geogràfica." La terminologia de Schoolcraft no es va mantenir. Els pobles que va anomenar "algic" més tard foren inclosos entre els parlants de les llengües algonquines.
Si bé la unitat filogenètica del subgrup algonquí va ser ràpidament reconeguda ja pels primers exploradors europeus, el parentiu una mica més distant del wiyot i el yurok va passar inicialment desapercebut fins que va ser advertit per Edward Sapir (1913, 1915, 1923). No obstant això, inicialment alguns algonquinistes entre ells Truman Michelson (1914, 1914, 1935) van rebutjar la possibilitat d'aquest parentiu. Tanmateix, el parentiu va ser finalment acceptat gràcies al treball de Mary Rosamund Haas (1958).

## Classificació
La majoria de les llengües àlgiques pertanyen a la subfamília de llengües algonquianes, que es parlaven des de les Muntanyes Rocoses fins a Nova Anglaterra.
La família consisteix en el conjunt de la branca algonquina amb dues altres llengües, el wiyot i el yurok; la branca algonquina representa la gran majoria de les llengües de la família àlgica. Són llengües flexionals que distingeixen netament els radicals verbals dels nominals, que fan molt més ús dels sufixos que no dels prefixos, hom creu que són les llengües ameríndies que semblen menys distants del tipus indoeuropeu. Són molt conegudes mercè els treballs de Bloomfield del 1925 ja que aplicà a quatre llengües del grup (fox, menominee, llengua chippewa i cree) els mètodes de la gramàtica comparada, i va poder reconstruir en gran manera el proto-algonquí, amb el gran mèrit de no comptar amb cap document escrit antic.
Tant Sapir com Voegelin han proposat una classificació d'aquesta família organitzant les parles en aquests grups: 
I. Wiyot
1. Wiyot (també Wishosk) (†)
II. Yurok
2. Yurok (també Weitspekan)
III. Algonquí (també algonkian), dividida en subgrups
A. Central i Planures
I. Planures
1. Arapaho (també arapaho-atsina) 
- Arapaho (també arrapahoe o arapahoe)
- Besawunena
- Atsina (també gros ventre, aáni, ahahnelin, ahe, a'aninin, a'ane, a'ananin)
- Nawathinehena
- Haʔanahawunena

2. llengua blackfoot (també blackfeet)
3. Xeiene
- Xeiene
- Sutaio (també Soʔtaaʔe)

II. Central
4. Cree (també cree-montagnais o cree-montagnais-naskapi) 
Oriental:
- Cree oriental (també James Bay Cree o Eastern Cree)
- Naskapi
- Innu (també Innu-aimun o Montagnais)

Occidental:
- Atikamekw (també Attikamek, Attikamekw, Atikamek or Tête de Boule)
- Bungee (també Bungi, Bungie, Bungay, o Red River Dialect) (barreja de Plains Cree i gaèlic escocès)
- Swampy oriental i moose cree
- Cree de les Planures
- Michif (també mitchif, métif, o métchif) (barreja de cree de les planures i francès)
- Western Swampy Cree
- Woods Cree

5. Fox i sauk (també fox-sauk-kickapoo o mesquakie-sauk-kickapoo) 
- Fox (també Mesquakie or Meshkwahkihaki)
- Sauk (també sac i fox)
- Kickapoo
- Mascouten (poc coneguda)

6. Menominee (també menomimi)
7. Miami-illinois
- Miami
- Peoria
- Wea
- Illiniwek

8. Ojibwa (també ojibway, ojibwe, chippewa, ojibwa-potawatomi, or ojibwa-potawatomi-ottawa)
- Saulteaux
- Northwestern Ojibwa
- Southwestern Ojibwa
- Severn Ojibwa
- Central Ojibwa
- Ottawa (també odawa)
- Eastern Ojibwa
- algonquí

9. Potawatomi (també ojibwa-potawatomi)
10. Shawnee
B. Oriental
11. Abnaki de l'Est (també abenaki o abenaki-penobscot) 
- Penobscot (també Old Town o Old Town Penobscot)
- Caniba
- Aroosagunticook
- Pigwacket

12. Abnaki de l'Oest (també abnaki, St. Francis, abenaki, o abenaki-penobscot)
13. Etchemin (uncertain - See Note 1)
14. Lenape (també delaware) 
- Munsee
- Unami Septentrional
- Unami Meridional

15. Loup A (potser Nipmuck o Pocumtuck ??)
16. Loup B (potser pennacook, wappinger, etc.)
17. Mahican (també Mohican)
- Stockbridge
- Moravian

18. Maliseet (també Maliseet-Passamquoddy o Malecite-Passamquoddy) 
- Maliseet (també Malecite)
- Passamakoddy

19. Massachusett (també Natick) 
- North Shore
- Natick
- Wampanoag
- Nauset
- Cowesit

20. Mi’kmaq (també Micmac, Mi’kmag, or Mi’kmaw)
21. Mohegan-Pequot
- Mohegan
- Pequot
- Niantic
- Montauk

22. Llengua nanticoke (també Nanticoke-Conoy) 
- Nantikoke
- Choptank
- Piscataway (també Conoy)

23. Narragansett
24. Pamlico (també Carolina Algonquian, Pamtico, Pampticough, Christianna Algonquian)
25. Powhatan (també Virginia Algonquian)
26. Quiripi-Naugatuck-Unquachog
- Quiripi (també Quinnipiak or Connecticut)
- Naugatuck
- Unquachog

27. Shinnecock (incert)
La gran majoria tenen pocs parlants, llevat les del grup septentrional, i en general són en vies d'extinció. D'altres són poc conegudes, com la que parlaven els wappinger o els nauset.

## Descripció gramatical

### Fonologia
L'inventari consonàntic reconstruït per al proto-àlgic és:
|           |              | Labial | Dental   | Palatal | Velar | Labio- velar | Glotal |
| --------- | ------------ | ------ | -------- | ------- | ----- | ------------ | ------ |
| Oclusiva  | simple       | *p     | *t       |         | *k    | *q           |        |
| Oclusiva  | aspirada     | *pʰ    | *tʰ      |         | *kʰ   | *kʰʷ         |        |
| Oclusiva  | glotalitzada | *pʼ    | *tʼ      |         | *kʼ   | *kʼʷ         | *ʔ     |
| Africada  | simple       |        | *c       | *č      |       |              |        |
| Africada  | aspirada     |        | *cʰ      | *čʰ     |       |              |        |
| Africada  | glotalitzada |        | *cʼ      | *čʼ     |       |              |        |
| Fricativa | simple       |        | *s, *ɬ   | *š      |       |              |        |
| Fricativa | glotalitzada |        | *sʼ, *ɬʼ | *šʼ     |       |              |        |
| Sonorant  | nasal        | *m     | *n       |         |       |              |        |
| Sonorant  | no-nasal     |        | *r, *l   | *y      | *g    | *w           |        |
| Sonorant  | nasal        | *mʼ    | *nʼ      |         |       |              |        |
| Sonorant  | no-nasal     |        | *rʼ, *lʼ | *yʼ     | *gʼ   | *wʼ          |        |

El fonema /*g/ sembla no haver estat una oclusiva sinó probablement una aproximant /ɰ/ o tal vegada una fricativa.
L'inventari vocàlic reconstruït és idèntic al del proto-algonquí (el yurok i el wiyot presenten un nombre menor de fonemes com a resultat de confusions del sistema original de 8 vocals):
|         | Anterior | Central | Posterior |
| ------- | -------- | ------- | --------- |
| Tancada | *i, *ī   |         | *o, *ō    |
| Mitjana | *e, *ē   |         | *o, *ō    |
| Oberta  |          | *a, *ā  | *a, *ā    |

### Gramàtica
La següent és una llista comparativa dels pronoms:
| GLOSSA              | Wiyot   | Yurok  | proto- algonquí |
| ------------------- | ------- | ------ | --------------- |
| 1a persona singular | yil     | nek    | *ni-            |
| 2a persona singular | kil     | qel    | *kiˑl           |
| 3a persona singular | gi- gur | iyo ku | *wi(na)         |
| 1a persona plural   | hinār   | nek    | *nina-wa        |
| 2a persona plural   | kiluwa  | qel    | *kina-wa        |
| 3a persona plural   | dag'u   | iyoLko | *wina-wa        |

### Comparació lèxica
Comparació dels numerales i altre lèxic comú
| GLOSA             | Ritwan       | Ritwan  | Algonquí | Algonquí | Algonquí        |
| GLOSA             | Wiyot        | Yurok   | algonquí | ojibwa   | PROTO- C-ALGON. |
| ----------------- | ------------ | ------- | -------- | -------- | --------------- |
| '1'               | kúʔc-ad      | koht    | pežig    | bežig    | *kot            |
| '2'               | ṛít-ad       | niʔiy   | nìž      | niiž     | *niˑš           |
| '3'               | ṛíkh-ad      | nahksey | niswi    | niswi    | *neʔθ           |
| '4'               | ṛiyóhw-ad    | čoʔoney | new      | niiwin   | *nyeˑ-          |
| '5'               | wehsoghál-ad | meruh   | nànan    | naanan   | *nyaˑlan-       |
| 'braç'            | šoˑn-        | -sen    |          |          | *-θen-          |
| 'os'              | watkaṛ       | wəɬkəˑʔ |          |          | *waθkan-        |
| 'el meu ull'      | ṛaliˑṛ       | neylin  |          |          | *neškiˑn        |
| 'la seva cama'    | wačkoč       | wacka   |          |          | *wexkaˑc        |
| 'el seu fetge'    | watwaṛ       | weɬkun  |          |          | *weθkwan        |
| 'la seva boca'    | walul        | weluɬ   |          |          | *wetoˑn         |
| 'la seva llengua' | wiˑt         | weypɬ   |          |          | *wiˑθan         |
| 'el seu dent'     | wapt         | warpeɬ  |          |          | *wiˑpit         |
| 'la seva cua'     | wadiˑʔl      | wəɬəy   |          |          | *waθany-        |
| 'greix'           | puʔm         | pemey   |          |          | *pemi           |
| 'arbre'           | -oˑtiʔ       | tepoˑ   |          |          | *-aˑhtekw-      |
| 'beure'           | meno         | ___     |          |          | *mene           |
| 'robar'           | komar        | kemol-  |          |          | *kemot          |
| 'llarg'           | ɬoʔw         | know    |          |          | *kenw-          |

En la taula anterior s'han usat alguns signes usats habitualment pels americanistes entre ells:
- /c, č/ = AFI /ʦ, ʧ/
- /š, ž/ = AFI /ʃ, ʒ/